# Port Royal des Champs

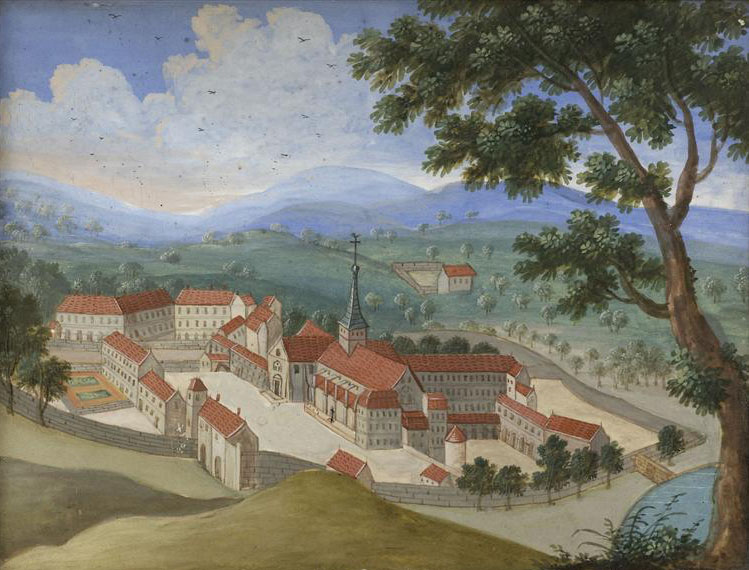
Abtei Port Royal des Champs (Gemälde von Louise-Madeleine Horthemels, etwa 1710)

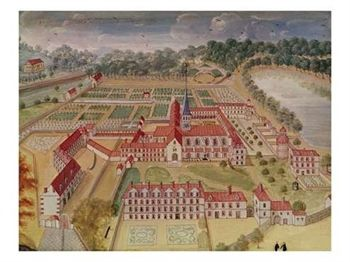
Ansicht aus der Vogelperspektive

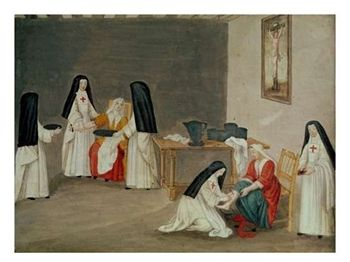
Nonnen des Klosters bei der Krankenpflege

Port Royal des Champs, übliche Schreibweise Port-Royal, war eine Abtei der Zisterzienserinnen südwestlich von Versailles. Das Kloster war im 17. Jahrhundert eine bedeutende Hochburg jansenistischen Ideenguts, besonders unter der Äbtissin Angélique Arnauld (1591–1661). Die Schwestern in Port-Royal waren von der Gnadenlehre des hl. Augustinus geprägt. Ihr Zugang zum christlichen Leben basierte auf persönlicher Anspruchslosigkeit und dem Vertrauen auf Gottes Gnade.
Diese Bewegung fand in Frankreich und bis in die Niederlande viele Anhänger. Angezogen von der spirituellen Kraft, die von dieser Lehre ausging, siedelten sich einige Intellektuelle in der Umgebung des Klosters an, die man in der Folge als Messieurs de Port-Royal oder auch als Solitaires (Einsiedler) von Port-Royal bezeichnete, unter ihnen der Mathematiker und Philosoph Blaise Pascal und der Dramatiker Jean Racine.
Die Kreise um Port-Royal verstanden sich als streng katholisch und hatten Zulauf von den höheren Schichten des gebildeten Frankreich. Mit den Jesuiten, die von den Schwestern als übertrieben milde Beichtväter gesehen wurden, kam es zu erheblichen Spannungen. Auf Veranlassung Ludwigs XIV. wurde das Kloster 1710 zerstört, heute befindet sich dort ein Museum.

## Geschichte

### Gründung / Der Geist des Klosters. Angélique Arnauld

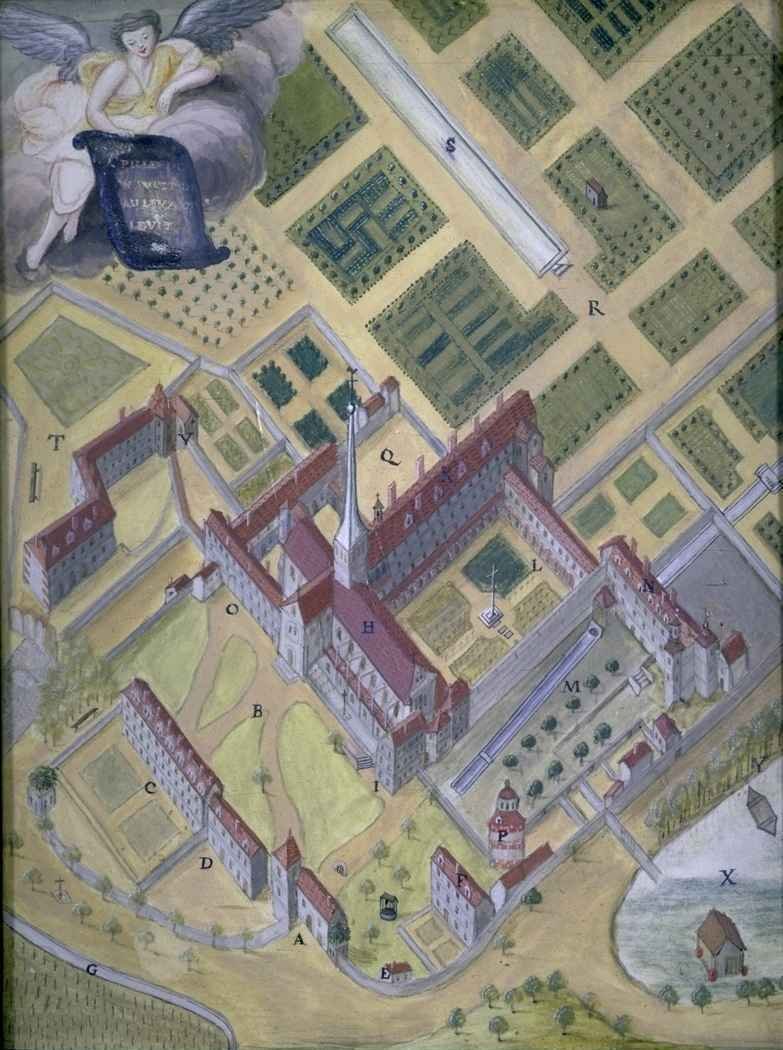
Zisterzienserinnenabtei Port-Royal-des-Champs (Plan von 1710)

Das Nonnenkloster Port-Royal des Champs wurde 1204 in der Nähe des bereits bestehenden Mönchsabtei von Les Vaux-de-Cernay gegründet und früh in den Orden der Zisterzienser aufgenommen.
1602 wird Jacqueline Arnauld unter ihrem Ordensnamen Angélique Äbtissin von Port Royal. Als sie 17 wurde, leitete sie einen Reformprozess ein, der die monastische Askese und Buße mehr betonen sollte. Eine Zeit lang stand sie mit Franz von Sales in Verbindung, dessen neu gegründetem Orden von der Heimsuchung Mariens (Salesianerinnen) sie beitreten wollte, er brachte sie aber wieder davon ab.
Angélique vertrat, dass jede Nonne die Heiligkeit anstreben müsse, wozu die Beobachtung innerer Regungen, Beten, Fasten, Armut, Selbstpeinigung und Werke der Nächstenliebe gehörten.
Weil das feuchte, sumpfige Klima von Port Royal vielen Nonnen nicht zuträglich war – die Malaria forderte sogar Todesopfer – bezogen die Schwestern 1625 ein neu erworbenes Haus in Paris, Port Royal de Paris. Als es zu klein wurde, kehrte ein Teil 1648 nach Port Royal des Champs zurück. In der Zwischenzeit war viel geschehen.
Der Bischof von Langres, Sébastien Zamet, hatte die Äbtissin für die Gründung eines Ordens zur Verehrung des Heiligen Sakraments gewonnen. Zwar kam es bald wieder zum Zerwürfnis, weil beide ganz unterschiedliche Auffassungen darüber hatten, wie das in Paris neu zu errichtende Kloster ausgestattet werden sollte – Angéliques Schwester Agnès wurde schließlich dessen Äbtissin. Aber die ununterbrochene Anbetung des Heiligen Sakraments spielte für Port-Royal von da an eine wichtige Rolle.

### Saint-Cyran und dieEinsiedler

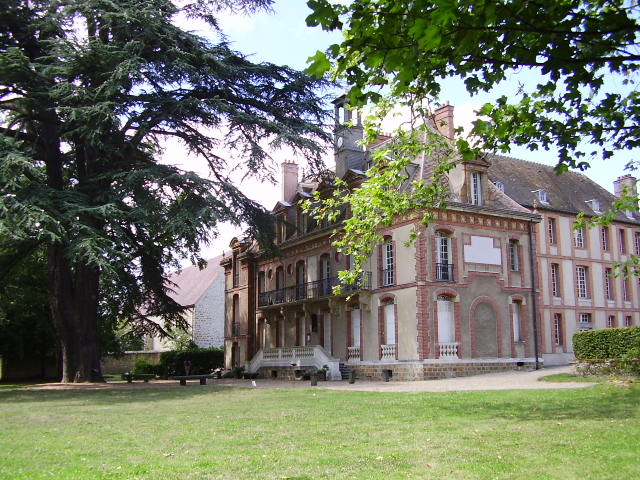
Petites Écoles

Als eine erbauliche Schrift von Agnès wegen theologisch problematischer Äußerungen von der Sorbonne verurteilt wurde, erschien eine anonyme Verteidigungsschrift, als deren Verfasser sich Jean Duvergier de Hauranne, der Abt von Saint-Cyran herausstellte – unter dem letzteren Namen ist er auch bekannt. Saint-Cyran, ein Freund und Schüler des Gründers der französischen Oratorianer, Pierre de Bérulle, galt nach dessen Tod als Haupt der dévots, der strenggläubigen Katholiken, und Angélique Arnauld und ihre Nonnen machten ihn zu ihrem geistlichen Führer. Unter dem Eindruck seiner Persönlichkeit ließen sich ab 1638 Antoine Le Maître, ein Neffe Angéliques, und mehrere seiner Brüder und Freunde, darunter Louis-Isaac Lemaistre de Sacy (1613–1684), der spätere Gesprächspartner Pascals, in Port Royal des Champs nieder: Sie bezogen einige Scheunen in der Nähe des Klosters (Les Granges) und gründeten die Petites Écoles, Schulen mit einem anspruchsvollen Ausbildungsprogramm, die zu einem Anziehungspunkt für die französische Oberschicht wurden. U. a. wuchs Racine hier später als Waise auf. Aus der Lehr- und Forschungstätigkeit der „Einsiedler von Port-Royal“ gingen neben anderen bedeutenden Werken die Grammaire générale et raisonnée (Grammatik von Port-Royal) von Antoine Arnauld, Angéliques berühmtem jüngerem Bruder, die Logique ou l’Art de penser (Logik von Port-Royal) von Arnauld und Pierre Nicole, und die einzige französische Bibelübersetzung des 17. Jahrhunderts hervor.
Nachdem Frankreich 1635 unter Richelieu auf der Seite der protestantischen Fürsten in den Dreißigjährigen Krieg eingetreten war, sah dieser in den strenggläubigen Katholiken eine erhebliche Bedrohung, vor allem in dem Kreis, der sich in Port-Royal heranbildete, und setzte deshalb 1638 kurzerhand Saint-Cyran gefangen. Obwohl die Prüfung von dessen Schriften keine häretischen Inhalte ergab, blieb die Haft fünf Jahre bestehen. Saint-Cyran starb kurz nach seiner Freilassung 1643 und wurde rasch als Märtyrer gesehen. Die Messieurs von Port-Royal stellten sich im Aufstand der Fronde ab 1648 auf die Seite der Gegner des Königs und seines Kardinals und zogen sich damit eine langdauernde Feindschaft des Hofes zu.

### Beginn der Auseinandersetzung um Jansen
Zur selben Zeit entspann sich der Streit um das Buch Augustinus. Dieses war von Saint-Cyrans Freund Cornelius Jansen, Bischof von Ypern und Professor der Universität Löwen, verfasst und 1640, zwei Jahre nach dem Tod des Autors, veröffentlicht worden. Bereits 1597 bis 1607 war von der vatikanischen Congregatio de Auxiliis im sogenannten Gnadenstreit der Gegensatz zwischen den Ansichten jesuitischer Theologen über die menschliche Willensfreiheit und der auf Augustinus zurückgehenden Lehre von der absoluten Abhängigkeit des Menschen von göttlicher Gnade verhandelt worden. Die jesuitische Lehre stand lange Zeit vor der Verurteilung, doch Papst Paul V. entschied, dass die Frage nicht weiter diskutiert werden solle. Auf diese Entscheidung beriefen sich nun die Jesuiten angesichts des Buches Jansens. 1641 wurde es von Urban VIII. mit der Bulle In eminenti apostolatus specula verurteilt, samt allen Schriften, die sich argumentativ damit beschäftigen sollten.
Antoine Arnauld setzte sich über dieses Verbot hinweg und versuchte ab 1644 in mehreren Schriften zu zeigen, dass Jansen gerade im Sinn der päpstlichen Kongregation von 1597 geschrieben hatte. Von seinen Gegnern wurde ihm jedoch vorgeworfen, er verbreite Gedankengut der Genfer Calvinisten bzw. betreibe überhaupt die Unterminierung des Christentums. In anderen Schriften griff er zur selben Zeit die jesuitische Praxis der Sakramentenspende und die für die damalige Zeit ungeheuer liberalen moralischen Vorstellungen der Jesuiten an – Initiativen, bei denen er nun wiederum zahlreiche Unterstützer hatte.

### Diefünf Thesenund dasFormular
1649 erklärte der Syndikus (Anwalt) der Sorbonne, er habe in Examensarbeiten fünf häretische Thesen entdeckt, die dem Augustinusbuch Jansens entstammten. Die Thesen waren so formuliert, dass sie sowohl orthodox wie auch häretisch gelesen werden konnten – was Arnauld in seiner Reaktion sofort herausstrich. Im wörtlichen Sinne stammte von Jansen allerdings nur eine einzige. Als der Fall dem Papst vorgelegt wurde, wandte sich auch Arnauld an ihn, doch Innozenz X. entschied 1653 mit der Bulle Cum occasione gegen ihn und erklärte, dass alle inkriminierten Thesen aus Jansens Buch stammten und es Sache des Papstes sei, festzustellen, in welchem Sinn sie vom Autor gemeint seien.
Arnauld empfahl zunächst, die päpstliche Verurteilung der fünf Thesen zu akzeptieren, da sie ja nicht in dem Sinn verurteilt würden, in dem Jansen sie formuliert habe. Diese Frage wiederum spaltete Jansens Parteigänger. Blaise Pascal etwa wollte sich auf solche Spitzfindigkeiten nicht einlassen. Während eine andere Stellungnahme Arnaulds von seinen Gegnern benutzt wurde, um ihn in einem umstrittenen Verfahren mitsamt 60 weiteren Doktoren, die ihn unterstützten, aus der Sorbonne auszuschließen, veröffentlichte Pascal 1656 und 1657 – anonym – seine Lettres provinciales (Briefe in die Provinz), worin er die Auseinandersetzung aus ihrer akademischen und theologischen Sphäre herausholte und die Schachzüge der Jesuiten und der Sorbonne vor einem begeisterten Publikum lächerlich machte.
In dieser unklaren, angespannten Situation ereignete sich am 24. März 1656 die wundersame Heilung Marguerite Périers. Diese, eine Nichte Pascals, soll von einer das Gesicht verunstaltenden Tränenfistel geheilt worden sein, als sie einen von einem Reliquienhändler im Kloster vorgezeigten Dorn, der angeblich der Dornenkrone Christi entstammte, berührte. Pascal, dessen religiöse Überzeugungen nie von Zweifeln frei waren, beglaubigte das Geschehen persönlich. Die Anhänger der Gemeinde um Port-Royal sahen diese und weitere Wunderheilungen in ihrem Umfeld nicht nur als Zeichen für die Authentizität der Reliquie, sondern auch als Bestätigung ihrer Überzeugungen. Die weithin verkündeten Heilungen und deren Inanspruchnahme in der populären Glaubenspraxis wurden dabei als cause célèbre für die weltliche wie kirchenpolitische Positionierung benutzt und instrumentalisiert.
1656 bestätigte Papst Alexander VII. die Bulle seines Vorgängers und verurteilte die fünf Thesen erneut. Im Jahr darauf beschloss die Versammlung der französischen Kleriker ein Formular mit einem Glaubensbekenntnis, das die Verurteilung der fünf Thesen enthielt und von allen Gläubigen unterschrieben werden sollte. Die meisten Angehörigen des Klosters Port Royal weigerten sich, unter ihnen nun auch Antoine Arnauld; worauf der neu ernannte Erzbischof von Paris, Hardouin de Péréfixe, sie von den Sakramenten ausschloss. 1664 gab Alexander VII. in seinem eigenen Namen ein Formular ähnlichen Inhalts für alle Kleriker und Nonnen zur Unterschrift heraus. Der Widerstand hielt an, selbst einige Bischöfe widersetzten sich. Alexander VII. kündigte an, ein Kirchengericht einzuberufen, das wegen seines Todes jedoch nicht zustande kam.
1660 wurden die Schulen von Port Royal geschlossen. Die Äbtissin Angélique, die in ihren letzten Lebensjahren kämpferisch Briefe geschrieben hatte, starb 1661 voller Angst um ihr eigenes Seelenheil und das der ihr anvertrauten Nonnen. Ihre Schwester Agnès überlebte sie um zehn Jahre.
Ausgerechnet die Einsetzung des Kirchengerichts entzweite Ludwig XIV. mit dem Papst, da er bei der Bestimmung der Mitglieder seine eigenen Interessen und die der französischen Kirche nicht gewahrt sah. Außerdem wurde auch am Hof die Unterstützung der Jansenisten immer stärker. Der neue Papst, Clemens IX., wich vor dieser Front zurück und stimmte bezüglich des päpstlichen Formulars einem Kompromiss zu, der den Jansenisten für einige Jahre Ruhe gewährte.

### Die Spätphase

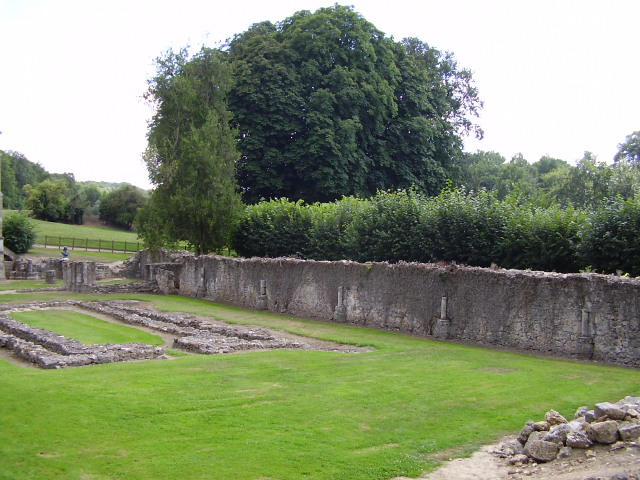
Klosterruinen

Zu einem Konflikt mit der Krone kam es erneut, als der König größere Einkünfte aus unbesetzten Kirchenpfründen forderte, worauf die jansenistischen Bischöfe Rom gegen den König unterstützten. 1679 wurden die Schulen von Port Royal erneut geschlossen. Antoine Arnauld, der in den Jahren davor ein größeres Werk abgeschlossen hatte, worin er die jansenistische Position gegen den Protestantismus und Calvinismus abgrenzte, emigrierte 1679 nach Belgien und Holland, wo er 1694 starb.
1701 flammte der Streit um den Jansenismus erneut in der Kirche auf, als die Frage aufkam, ob einem Kleriker, der sich offen zu jansenistischen Positionen bekennt, die Sakramente gespendet werden dürfen. Die kirchlichen Stellen sprachen sich einmütig dagegen aus, die Jansenisten widersetzten sich, worauf Clemens XI. 1705 die Bulle Vineam Domini erließ, in der jenes „respektvolle Schweigen“ der Jansenisten, auf das man sich eine Zeitlang inoffiziell geeinigt hatte, für nicht ausreichend erklärt und von Neuem die Unterzeichnung der Bulle verlangt wurde. Als die Nonnen von Port Royal sich auch diesmal widersetzten, wurde dem Kloster durch eine weitere päpstliche Bulle der Status als Kloster aberkannt. Der Königshof unterstützte diese Maßnahme und ließ die Nonnen im Herbst 1709 auf die umliegenden Klöster verteilen. Im Jahr darauf wurde Port Royal des Champs bis auf die Grundmauern zerstört, selbst die Toten in den Gräbern wurden umgebettet.

### Chronologie der Äbtissinnen (1602–1790)

#### Port-Royal des Champs und Paris
- 1602–1629: Angélique Arnauld (1625 Wechsel von Port-Royal des Champs nach Paris)
- 1630–1636: Geneviève Le Tardif (= Marie-Geneviève de Saint-Augustin Le Tardif †1646)[2]
- 1636–1642: Agnès Arnauld (ab 1638 trägt das Pariser Kloster den Namen Port-Royal-du-Saint-Sacrement; in Port-Royal des Champs siedeln sich ab 1637 die Solitaires an)
- 1642–1654: Angélique Arnauld (ab 1648 teilweise Rückkehr nach Port-Royal des Champs, Doppelkloster in Paris und in Port-Royal des Champs, mit einer Äbtissin, aber zwei Priorinnen)
- 1654–1658: Marie Suireau (1599–1658, von 1627 bis 1648 Äbtissin des Klosters Maubuisson)[3]
- 1658–1661: Agnès Arnauld
- 1661–1669: Madeleine de Ligny (1664 Vertreibung aus Paris; 1665 Trennung in zwei Klöster, de facto; 1671 durch den Papst bestätigt, de jure)

#### Äbtissinnen in Port-Royal des Champs
- 1669–1678: Marie d’Angennes du Fargis
- 1678–1684: Angélique Arnauld d’Andilly
- 1684–1689: Marie d’Angennes du Fargis
- 1690–1699: Agnès Racine
- 1699–1706: Marie Boulard de Minvilliers
- 1706–1709: Louise de Sainte-Anastasie du Mesnil (Schließung und Zerstörung von Port-Royal des Champs, 1710 und 1711)

#### Äbtissinnen in Port-Royal (Paris)
- (1665) 1671–1685: Marie-Dorothée Perdereau (ab 1665 gewählte Oberin)
- 1685–1695: Elisabeth-Marguerite de Harlay de Champvallon (vorher Äbtissin der Zisterzienserinnenabtei La Virginité)
- 1695–1702: Marie-Anne de Harlay de Champvallon
- 1702–1711: Marie-Louise-Françoise de Rousselet de Château-Renauld
- 1711–1741: Henriette-Marie-Palatine de Dio de Montpeyroux (vorher Äbtissin von Kloster Paraclet)
- 1741–1742: Louise-Claire de Montmorin de Saint-Hérem
- 1742–1769: Henriette-Marie-Palatine de Dio de Montpeyroux
- 1761–1790: Marie-Jeanne-Florimonde de Dio de Montpeyroux (auch: Dyo de Montperrous) (Schließung durch die Französische Revolution)

## Bedeutende Mitglieder und Anhänger
- Antoine Arnauld, ein Bruder der Gründerin
- Jean Duvergier de Hauranne, Abt von Saint-Cyran-en-Brenne im Ort Saint-Michel-en-Brenne in der Touraine, als Person meistens Saint-Cyran genannt
- Marie-Madeleine de La Fayette, genannt Madame de La Fayette
- Jacqueline Pascal, genannt Schwester Jacqueline de Saint-Euphémie
- Blaise Pascal
- Pasquier Quesnel
- Jean Racine